# سن جورجو دل سانیو
سن جورجیو دل سانیو (به ایتالیایی: San Giorgio del Sannio) یک کومونه در ایتالیا است که در استان بنونتو واقع شده‌است.

## خصوصیات
سن جورجیو دل سانیو ۲۲٫۳ کیلومترمربع مساحت و ۹٬۷۸۵ نفر جمعیت دارد و ۳۸۰ متر بالاتر از سطح دریا واقع شده‌است.